# Roche, Loire
Roche är en kommun i departementet Loire i regionen Auvergne-Rhône-Alpes i centrala Frankrike. Kommunen ligger i kantonen Montbrison som tillhör arrondissementet Montbrison. År 2022 hade Roche 252 invånare.

## Befolkningsutveckling
Antalet invånare i kommunen Roche
| Referens: INSEE |